# Ibrahima Mbengue
Ibrahima Mbengue (nacido el 11 de octubre de 1986 en Thiès) es un jugador de baloncesto senegalés que actualmente pertenece a la plantilla del UGB St.Louis de la National 1, la máxima división senegalesa. Con 2,02 metros de altura juega en la posición de Ala-Pívot. Es internacional absoluto con Senegal.

## Selección Senegalesa
Es internacional absoluto con la selección de baloncesto de Senegal desde 2009, cuando disputó el AfroBasket 2009, celebrado entre Bengasi y Trípoli, Libia, donde Senegal quedó en 7ª posición. Jugó 6 partidos con un promedio de 1 punto y 0,5 rebotes en 7,6 min de media.
Volvió a ser convocado para el AfroBasket 2015, celebrado en Radès, Túnez, donde Senegal quedó en 4ª posición tras perder por 82-73 contra la anfitriona selección de baloncesto de Túnez en el partido por el bronce. Jugó 4 partidos con un promedio de 0,2 puntos en 4,2 min de media.